# WunderRadio
WunderRadio es una aplicación de radio para teléfonos móviles en los sistemas operativos de Windows Phone, Android y iOS.
WunderRadio proporciona una manera rápida y fácil de escuchar miles de estaciones de radio y otras formas de audio con un iPhone. Posee uno de los mayores directorios de internet, con estaciones de cada esquina del mundo.

## Opciones de WunderRadio
WunderRadio ofrece distintas opciones en su gran aplicación las cuales son: escuchar emisoras favoritas, escuchar a los comentaristas deportivos en vivo, informarse con noticias internacionales, buscar emisoras por ubicación y género (deportes, música, debate) y crearte una lista de favoritas WunderRadio, usar GPS para generar una lista de estaciones locales, escuchar alertas de emergencia por ScanAmerica.us y NOAA, obtener información del ferrocarril de RailroadRadio.net, y ofrece más de 36.000 emisoras de radio en un teléfono móvil

## Expansión mundial
WunderRadio se encuentra en la mayoría de los idiomas del mundo tales como: español, árabe, chino, croata, checo, danés, neerlandés, inglés, estonio, finés, francés, alemán, griego, hebreo, húngaro, indonesio, italiano, japonés, coreano, letón, lituano, malayo, noruego, polaco, portugués, rumano, ruso, eslovaco, sueco, turco y ucraniano. 31 países en total.

## Aplicación para otros dispositivos móviles.
WunderRadio anteriormente solo se aplicaba en App Store, pero de acuerdo a la última actualización se permitió esta aplicación a otros dispositivos móviles como: Blackberry, Android, iPhone, Windows Mobile y iPad, entre otros.

## Premios a la Aplicación WunderRadio
WunderRadio ha recibido dos premios por ser una de las mejores aplicaciones lanzadas entre 2008 y 2009.Los premios recibidos son: El ganador de 2008 MacWorld la App mejor radio, la división terrestre y Ganador del 2009 Handango aplicación de entretenimiento del año para Windows Mobile.